# 礼和堂
礼和堂位于江西省上饶市婺源县（旧属安徽省徽州府）浙源乡虹关村。
礼和堂作为婺源徽饶驿道浙岭段的子项目，已列为江西省文物保护单位。。